# Реннский метрополитен
Реннский метрополитен (фр. Métro de Rennes) — метрополитен Ренна, столицы Бретани. До открытия второй линии Лозаннского метрополитена (преобразованного из зубчатой железной дороги) в октябре 2008 года 200-тысячный Ренн был самым маленьким городом в мире, имеющим метро.
Реннское метро основано на технологии компании Siemens VAL и является полностью автоматическим, без машинистов. На всех станциях установлены платформенные раздвижные двери. Во Франции аналогично устроены метрополитены Лилля и Тулузы. Работой системы управляет минимум 4 человека на центральном командном посту в депо Шантепи; за метрополитеном следят 120 камер наблюдения.
Метрополитен полностью на шинном ходу. Рельсовых путей нет.
Надписи в метро продублированы на бретонском языке или галло.

## История
Маршрут первой — линии А был утверждён в 1990 году, работы по прокладке линии начались 6 января 1997 года, а открытие метро состоялось 15 марта 2002 года.
В 2001—2007 годах рассматривался вариант продления линии A на 3 станции в направлении пригорода Шантепи, однако 20 декабря 2007 года муниципальный совет Ренна отдал приоритет строительству второй линии (линии B).
Контракт на производство работ по линии B был заключён с компанией Siemens 1 октября 2013 года.
Открытие линии B было запланировано на 21 декабря 2020 года, однако из-за пандемии коронавируса оно несколько раз переносилось и сдвинулось на 2022 год. Для работы на линии изготовили 19 двухвагонных поездов серии CityVal, чьи технические характеристики значительно отличаются от подвижного состава первой линии. Пуск состоялся 20 сентября 2022 года.
После открытия линии B до Шантепи планировалось запустить автобусы.

## Линии и станции
- Пересекающая город с юго-востока на северо-запад линия A состоит из 15 станций (12 из них подземные), длина линии — 9,4 км. Имеется пересадка на железнодорожный вокзал. Эстакадная станция La Poterie и виадуки метро спроектированы Норманом Фостером. Две пересадки на линию Б.

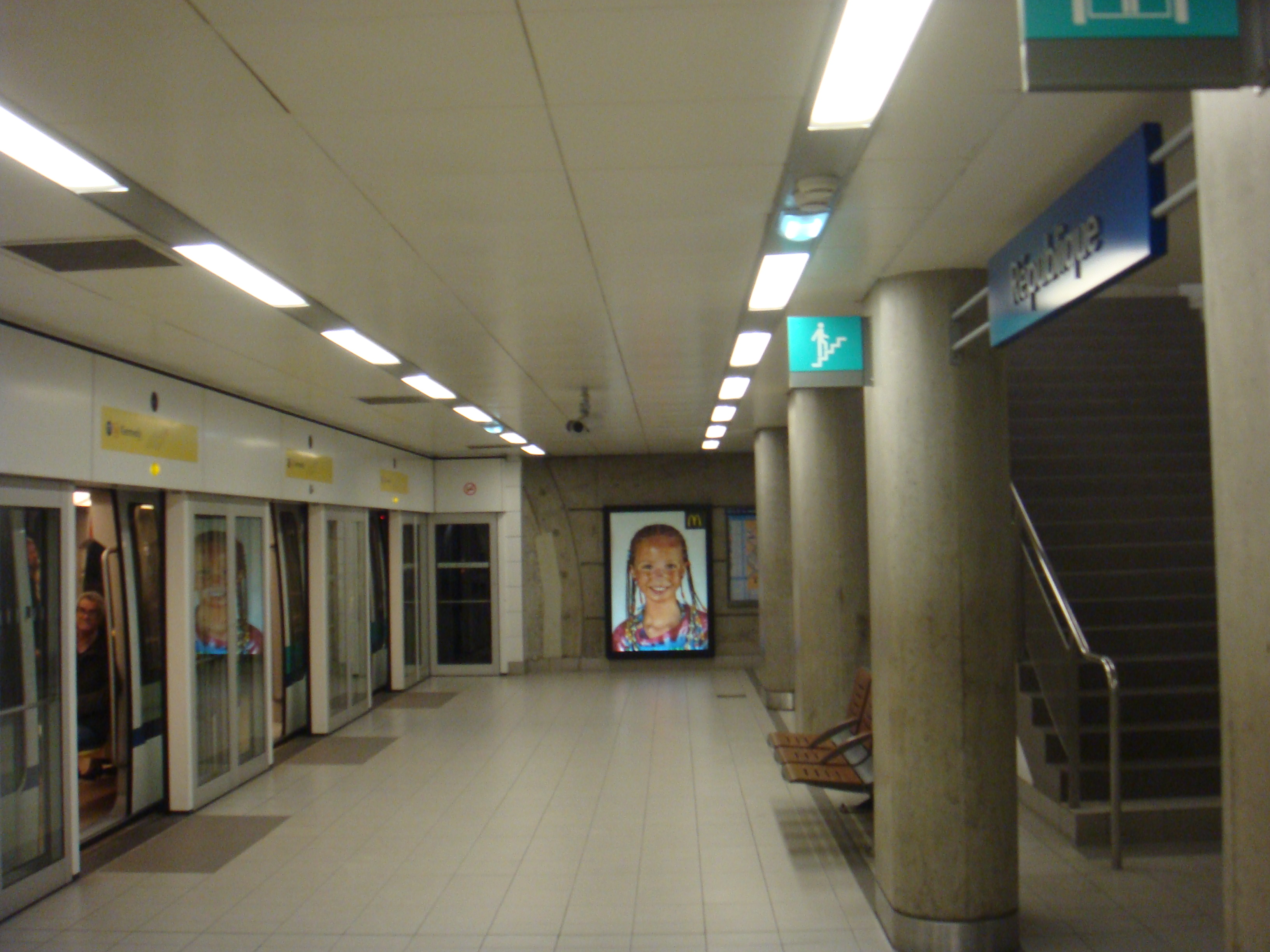
Станция République. Слева — посадочная платформа с открытыми платформенными раздвижными дверьми и поездом

- Линия Б проходит с северо-востока на юго-запад Ренна. На ней 15 станций. 13 км. Две пересадки на линию А.